# Фторид осмия(V)
Фторид осмия(V) — неорганическое соединение, 
соль металла осмия и плавиковой кислоты
состава OsF5,
сине-зелёные кристаллы,
гидролизуется водой.

## Получение
- Реакция фторида осмия(VI) и иода в пентафториде иода:

{\displaystyle {\mathsf {10OsF_{6}+I_{2}\ {\xrightarrow {55^{o}C}}\ 10OsF_{5}+2IF_{5}}}}

## Физические свойства
Фторид осмия(V) образует сине-зелёные кристаллы
моноклинной сингонии,
пространственная группа P 21/c,
параметры ячейки a = 0,5403 нм, b = 0,9866 нм, c = 1,2336 нм, β = 99,13°, Z = 8
.
При плавлении образуется зелёная жидкость,
пары́ фторида осмия(V) бесцветные.
В твёрдом состоянии состоит из тетрамеров (OsF5)4.

## Химические свойства
- Восстанавливается водородом:

{\displaystyle {\mathsf {2OsF_{5}+H_{2}\ {\xrightarrow {h\nu ,\ Pt}}\ 2OsF_{4}+2HF}}}